# Михаил Лазаров
Михаил Лазаров е български подофицер и революционер, Кочански войвода на Върховния македоно-одрински комитет.

## Биография
Михаил Лазаров е роден в Лом, където и завършва основното си образование. Постъпва на служба в Българската армия и с чин подофицер служи в Петнадесети пехотен ломски полк.
През 1898 година става член на Тайното македоно-одринско подофицерско братсво в полка, заедно с Христо Чернопеев, Никола Божков, Иван Савов и други. През 1901 година Михаил Лазаров, като войвода на 13 души чета, е изпратен от ВМОК за Кочанско, но още в Горноджумайско четата му е обезоръжена от Кръстьо Асенов и Сава Михайлов и изпратена обратно зад граница.
През пролетта на 1902 година е войвода в Малешевско, където води голямо сражение с турски войски в планината Плачковица в местността Момина чешма. През 1903 година Михаил Лазаров се завръща в Кочанско и се включва в подготовката на Илинденско-Преображенското въстание.